# Kőagy őrnagy
A Kőagy őrnagy (eredeti cím: Major Payne) 1995-ben bemutatott amerikai filmvígjáték, amelyet Nick Castle rendezett. A főszerepben a filmet forgatókönyvíróként is jegyző Damon Wayans látható, mellette fontosabb szerepekben Karyn Parsons, Steven Martini és Michael Ironside. A Charlton Heston főszereplésével készült The Private War of Major Benson (1955) című film vígjáték laza adaptációja.
Az Amerikai Egyesült Államokban 1995. március 24-én mutatták be a mozikban. Magyarországi premierje 1996. február 20-án volt.

## Cselekmény
Payne elit katona, imád gyilkolni. De a tengerészgyalogság úgy dönt, hogy nincs szükség a szolgálataira, ezért elküldik. Payne sóvárogni kezd a halálosztás iránt, ezért jelentkezik rendőrnek, de nem veszik fel. 
Ezután azt a feladatot kapja, hogy a Madison Tisztképző iskolában képezze ki a kadétokat. A suli már évek óta nem nyerte meg az iskolák közötti bajnoki nagydíjat, a kadétok is rossz állapotban vannak, mélyről kell kezdeni a felzárkóztatást. De Payne amondó, hogy idén ők fognak nyerni, ezért azonnal munkához lát és kíméletlen kiképzésbe kezd. 
A kadétok egy idő után megunják Payne kegyetlenségét, szívatni kezdik őt, például hashajtót kevernek az ételébe, felbérelnek egy verőlegényt, hogy tanítsa móresre Payne-t, de egyik próbálkozás sem jár sikerrel. Payne továbbra is keményen fogja a srácokat, de a kadétok hozzáállása megváltozik és már nyerni akarnak. Azonban Payne felettese megjelenik az iskolában és közli vele, a haza szólítja őt, ezért Payne-nek el kell hagynia az iskolát. Ez pont a verseny előtti napon történik, ezért a kadétoknak kiképző nélkül kellene diadalmaskodniuk a versenyen. Mindent meg is próbálnak, de hátra van még az utolsó forduló. Ekkor megjelenik Payne, aki a szolgálat helyett a diákjait választotta, és a kadétok új erőre kapnak.

## Szereplők
| Színész             | Szerep                     | Magyar hang         |
| ------------------- | -------------------------- | ------------------- |
| Damon Wayans        | Benson Payne őrnagy        | Galambos Péter      |
| Karyn Parsons       | Emily Walburn              | Tátrai Zita         |
| William Hickey      | Dr. Phillips               | Juhász Tóth Frigyes |
| Steven Martini      | Alex Stone kadét           | Seszták Szabolcs    |
| Michael Ironside    | Stone alezredes            | Németh Gábor        |
| Orlando Brown       | Kevin `Tigris` Dunne kadét | Szvetlov Balázs     |
| Damien Dante Wayans | Deak Williams kadét        | Gerő Gábor          |
| R. Stephen Wiles    | Heathcoat kadét            | Szőke András        |
| Andrew Leeds        | Dotson kadét               | Petrik Péter        |
| Chris Owen          | Wuliger kadét              | Molnár Levente      |
| Joda Blaire         | Bryan kadét                | Előd Álmos          |